# История почты и почтовых марок Мадейры
История почты и почтовых марок Мадейры ведёт своё начало с 1868 года и охватывает периоды эмиссий почтовых марок с надпечатками или оригинальными надписями «Мадейра» и др. (до 1980) и «Португалия. Мадейра» (с 1980).

## Ранняя история

### XIX век
До 1868 года на острове Мадейра в почтовых целях применялись португальские марки. Для их гашения употребляли номерной штемпель «51».
1 января 1868 года Португалия выпустила отдельные почтовые марки для Мадейры, представлявшие собой тогдашние марки Португалии (с оригинальной надписью порт. «Correio. Portugal» — «Почта. Португалия»), поверх которых была проставлена надпечатка «MADEIRA» («Мадейра»). Кроме того, отдельные разновидности этих марок имели экспериментальную зубцовку и крестообразную просечку. Эти экземпляры считаются очень редкими.
Позднее, в 1868—1870, 1871—1880 и 1880—1881 годах, выходили дополнительные марки с аналогичной надпечаткой красного и чёрного цвета. Их обращение было первоначально связано с разным курсом валюты в Португалии и на острове, а в 1880 году — с ревальвацией валюты Мадейры.

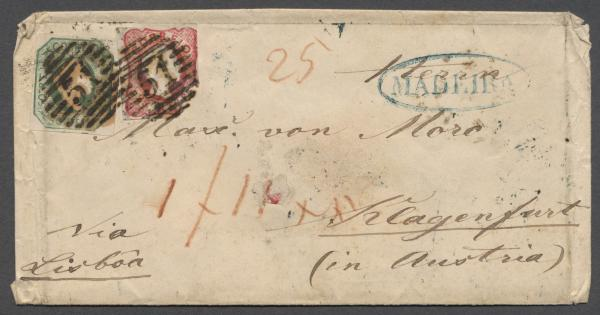
Конверт письма (1860). Отправлено из Мадейры (см. овальный штамп «Madeira») в Австрию через Лиссабон и франкировано двумя португальскими марками номиналами в 25 и 50 рейсов, погашенными номерным штемпелем Мадейры («51»)

В дальнейшем (с 1880) на Мадейре стали использоваться марки Португалии, за исключением 1892—1910 годов, когда применялись марки Фуншала, и некоторых других случаев, рассмотренных ниже.
Первые марки, имевшие оригинальную надпись «Мадейра», были частью омнибусной серии 1898 года в честь Васко да Гамы — 400-летие открытия морского пути в Индию. Эти миниатюры стали одновременно и первым памятными марками Мадейры. Они были снабжены надпечаткой порт. «Republica» («Республика») и имели почтовое обращение по всей Португалии.

### XX век
В 1898—1925 годах в обращении находились исключительно марки Португалии. С 1925 по 1929 год эмитировались марки Португалии с надпечаткой или оригинальной надписью «Madeira». Первым был выпуск в 1925 году почтово-налоговых марок и доплатных марок в честь маркиза Помбала, а вторым — вариация выпуска «Жница» (с изображением богини Цереры в виде жницы) в 1928 году. Эти марки были обязательными во всех почтовых отделениях в течение восьми дней — 1 мая, 5 июня, 1 июля и 31 декабря 1928 года и 1 января, 31 января, 1 мая и 5 июня 1929 года. Полученные за счёт этого средства были направлены на строительство музея в Фуншале.
В 1926 году одна из более ранних марок, достоинством в 10 рейсов, была снабжена надпечаткой порт. «Vasco da Gama 1924—1925 2SOO» и использовалась для заказных писем, однако самостоятельно в почтовом обращении не была. Благотворительный сбор от её продажи на почтамте в Лиссабоне направлялся в фонд сооружения памятника Васко да Гаме.
Всего в период с 1868 года по 1929 год было выпущено 100 почтовых и три доплатных марки Мадейры. Надписи и надпечатки на оригинальных марках при этом гласили: «Correio. Portugal» («Почта. Португалия»), «Madeira» («Мадейра»), «Portugal» («Португалия») или «Correio» («Почта»). Марки с Церерой были последними, произведёнными для Мадейры, вплоть до 1980 года. В течение этого промежутка времени на острове имели хождение марки Португалии.

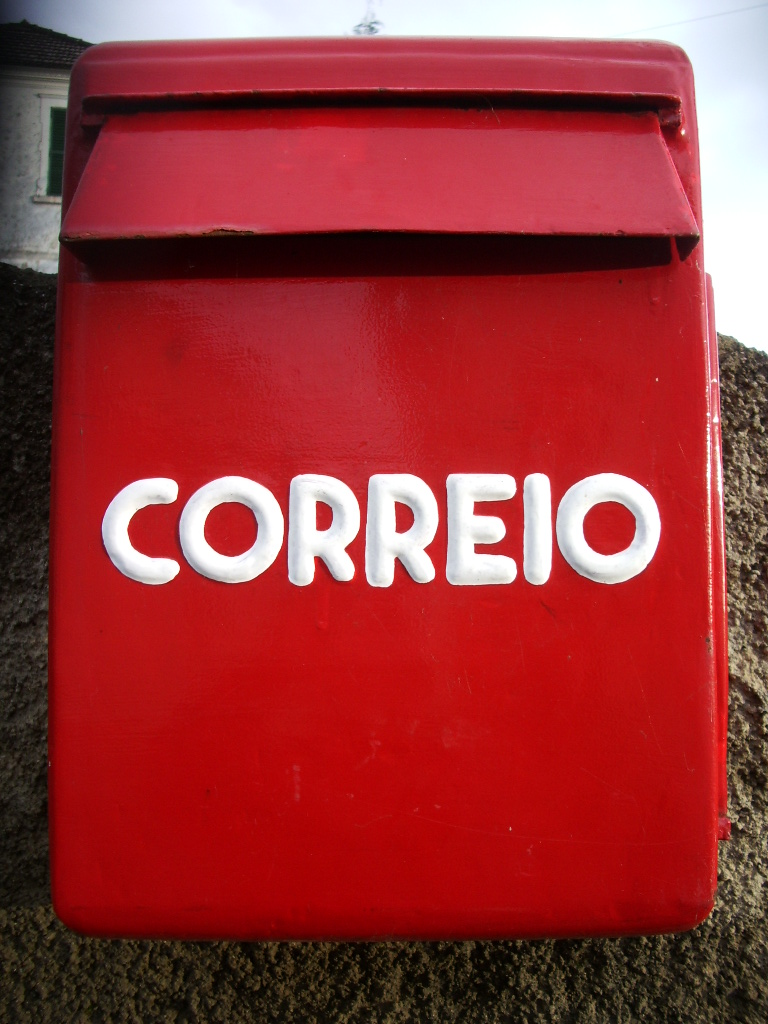
Почтовый ящик на острове Мадейра

## Современный период
Выпуск почтовых марок острова был возобновлён в 1980 году, и самая первая серия от 2 января того же года была идентична таковой для Азорских островов. На издаваемых марках и почтовых блоках имеется надпись «PORTUGAL. MADEIRA» («Португалия. Мадейра»). Почтовые марки и блоки для Мадейры допущены к обращению на всей территории Португалии.

## Выпуски Фуншала

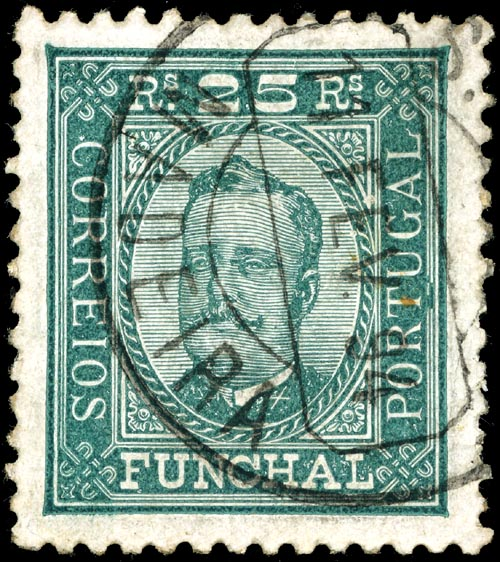
Марка Фуншала (1892), погашенная календарным штемпелем «11 FEV. 94 / MADEIRA»(Sc #5a)

В1892—1905 годах выходили специальные марки для Фуншала, административного центра Мадейры.

## Новоделы
Известны новоделы почтовых марок Мадейры 1868—1880 годов. Новоделы отличаются от подлинных марок тем, что напечатаны на белой бумаге, а в некоторых случаях имеют другой размер перфорации. Подлинные марки образца 1868 года были выпущены беззубцовыми, тогда как для новоделов характерно наличие зубцовки.